# Trigonopterus darwini
Trigonopterus darwini – gatunek chrząszcza z rodziny ryjkowcowatych i podrodziny krytoryjków.

## Taksonomia
Gatunek ten opisany został po raz pierwszy w 2019 roku przez Alexandra Riedela na łamach „ZooKeys”. Współautorem publikacji jest Raden Pramesa Narakusumo. Jako miejsce typowe wskazano górę Sampuranga w Pendolo w kabupatenie Poso w indonezyjskiej prowincji Celebes Środkowy. Epitet gatunkowy nadano na cześć Karola Darwina.

## Morfologia
Chrząszcz o ciele długości od 1,9 do 2,3 mm, wysklepionym, w zarysie prawie jajowatym ze słabym przewężeniem między przedpleczem a pokrywami, ubarwionym czarno z żółtawymi czułkami i rdzawymi stopami. Ryjek samca zaopatrzony jest w listewkę środkową i parę listewek przyśrodkowych. Powierzchnia przedplecza jest gęsto punktowana. Pokrywy mają rzędy z głębokimi punktami oraz lekko żeberkowate międzyrzędy. Listewki przednio-brzuszne na udach przedniej pary są niezmodyfikowane, na tych par pozostałych występuje zaś drobny ząbek w wierzchołkowej połowie. Tylna para odnóży ma na udach przedwierzchołkową łatkę strydulacyjną. Genitalia samca mają prącie o bokach zbieżnych oraz szczycie zaokrąglonym i opatrzonym szczecinkami. Aparat przenoszący jest ząbkowaty, a przewód wytryskowy wyposażony jest w niewyraźny bulbus.

## Ekologia i występowanie
Ryjkowiec ten zasiedla górskie lasy. Spotykany jest na rzędnych od 1010 do 1050 m n.p.m. Bytuje w ściółce.
Owad orientalny, endemiczny dla Celebesu, znany tylko z lokalizacji typowej w prowincji Celebes Środkowy.